# Laski (Łódź)
Laski (pronunciación en polaco: /ˈlaskʲi/: ) es un pueblo en el distrito administrativo de Gmina Wola Krzysztoporska, dentro del Distrito de Piotrków, Voivodato de Łódź, en Polonia central. Se encuentra aproximadamente 4 kilómetros al sur de Wola Krzysztoporska, 13 kilómetros al sudoeste de Piotrków Trybunalski, y 53 kilómetros al sur de la capital regional, Łódź.